# Sarron
Sarron település Franciaországban, Landes megyében. Lakosainak száma 105 fő (2022. január 1.). Sarron Projan, Miramont-Sensacq, Saint-Agnet, Garlin és Moncla községekkel határos.

## Népesség
A település népessége az elmúlt években az alábbi módon változott:
| Lakosok száma | 75   | 97   | 92   | 99   | 124  | 113  | 110  | 108  | 107  | 105  |
|               | 1968 | 1982 | 1990 | 2006 | 2013 | 2015 | 2017 | 2019 | 2020 | 2022 |